# Рагене, Жан Батист
Николя Жан Батист Рагене (1715, Париж — 17 апреля 1793, Жантийи, Валь-де-Марн, Иль-де-Франс) — французский художник-пейзажист.

## Биография
Сын актёра и художника-антиквара. Обучался в Академии Святого Луки в Париже. С 1752—1753 г. экспонировал свои картины на ежегодных выставках Академии Святого Луки.

## Творчество
Вместе с отцом создал ряд картин Парижа с изображением зданий и пейзажей французской столицы. Бо́льшая часть его работ посвящена видам Парижа (74 из 86 картин и рисунков, которые известны на сегодняшний день), и, особенно, реке Сене.
Серия полотен «Виды Парижа», с почти фотографической точностью, передаёт вид исторических и художественных памятников столицы Франции и является ценной информацией для специалистов.
Начиная с 1760 г., картины Рагене пользовались большой популярностью и охотно покупались ценителями живописи и антиквариата, а также зарубежными коллекционерами, среди которых были Хорас Уолпол и маркиза де Помпадур (купила две картины с видами замка Менар).
Многие из его работ в 1882 году были приобретены музеем истории Парижа Карнавале. Хранятся в ряде музеев мира (Музей Гетти (Лос-Анджелес, США).
|  |  |  |  |